# Щепкін Микола Михайлович
Щепкін Микола Михайлович (28 лютого 1820, Полтава — 14 листопада 1886, Москва) — російський видавець, педагог і громадський діяч, син Михайла Семеновича Щепкіна, батько Євгена, В'ячеслава і Миколи Щепкіних.
Закінчив 1-ю Московську гімназію і природне (фізико-математичне) відділення філософського факультету Московського університету (1844).
Прослуживши кілька років в драгунському полку, в 1847 році виїхав до Берліна, де слухав університетські лекції з хімії та сільського господарства.
Був гласним Московської міської думи (1863—1876, 1885—1888) і московського губернського земських зборів, почесним мировим суддею і директором Московського міського кредитного товариства.
Головною справою його життя стала видавнича діяльність. У 1856 році Щепкін разом з М. В. Станкевичем, П. В. Анненковим, за участю К. Т. Солдатенкова і М. Х. Кетчера, утворив товариство для видання та розповсюдження книг. Спільна видавнича діяльність Солдатенкова і Щепкіна почалася з випуску двох томів «Творів» Т. М. Грановського. Слідом за цим були видані три збірки віршів М. О. Некрасова, М. П. Огарьова, О. В. Кольцова. У 1857 році видавництво Солдатенкова і Щепкіна випустило зібрання віршів О. І. Полежаєва, а незабаром, в 1859 році, і друге видання. Були видані «Драматичні твори Шекспіра» в перекладі Кетчера, «Народні російські легенди» і «Народні російські казки» О. М. Афанасьєва, перше 12-томне зібрання творів В. Г. Бєлінського (1859—1862). За спогадами Миколи Чернишевського, засновники видавництва використовували «частину своїх капіталів зовсім не з потреби або бажання шукати особливої прибутковості в ньому особисто для себе, а на переконання, що це справа потрібна і корисна для полегшення успіхів нашої літератури й освіти».